# Canari
Canari är en kommun i departementet Haute-Corse på ön Korsika i Frankrike. Kommunen ligger i kantonen Sagro-di-Santa-Giulia som tillhör arrondissementet Bastia. År 2022 hade Canari 311 invånare.

## Befolkningsutveckling
Antalet invånare i kommunen Canari
Referens:INSEE